# Adoxa omeiensis
Adoxa omeiensis es una especie perteneciente a la familia Adoxaceae es originaria de China en Sichuan. antes perteneciente al género Tetradoxa un género monotípico con una especie de plantas fanerógamas

## Taxonomía
Sambucus cerulea fue descrita por (Hara) C.Y.Wu y publicado en Acta Botanica Yunnanica 3(4): 385, pl. 1 (pg. 468). 1981.